# Svetlana Jitomirskaya
Svetlana Yakovlevna Jitomirskaya (ucraïnès: Світлана Яківна Житомирська, Svitlana Iàkivna Jitòmirska; Khàrkiv, 4 de juny de 1966) és una matemàtica americana, soviètica de naixement, que treballa en sistemes dinàmics i física matemàtica.
Jitomirskaya va néixer i va créixer a Khàrkiv. Tant la seva mare, Valentina Borok, com el seu pare, Iàkov Jitòmirski, eren professors de matemàtiques.
Va fer els seus estudis universitaris a la Universitat Estatal de Moscou, on va ser estudiant de, entre d'altres, Vladímir Arnold i Iàkov Sinai. Va obtenir el seu doctorat a la Universitat Estatal de Moscou l'any 1991 sota la supervisió de Iàkov Sinai. Es va unir el departament de matemàtiques de la Universitat de Califòrnia a Irvine l'any 1991 com a conferenciant, i es va convertir en professora ajudant al 1994 i professora plena al 2000. És especialment coneguda per haver solucionat el problema dels deu martinis juntament amb el matemàtic Artur Avila.

## Honors
L'any 2005, li va ser atorgat el Premi Ruth Lyttle Satter de Matemàtiques, pel "seu treball pioner en la localització cuasiperiódica no perturbativa".
El 2002, va ser conferenciant convidada al Congrés Internacional de Matemàtics, celebrat a Pequín.
Va rebre la Sloan Fellowship l'any 1996.
Al 2018 va entrar a l'Acadèmia Americana d'Arts i Ciències.
Jitomirskaya va rebre l'any 2020 el Premi Dannie Heineman de Física Matemàtica, convertint-se en la segona dona a guanyar el premi i en la primera dona guanyadora única del premi. La citació del premi va valorar "la seva feina en la teoria espectral dels operadors quasi-periòdics de Schrödinger i per haver relacionat qüestions en sistemes dinàmics. En particular, per la seva funció en la solució del problema dels deu martinis, concernint la naturalesa de conjunt del Cantor de l'espectre dels operadors gairebé de Mathieu i en el desenvolupament dels aspectes matemàtics fonamentals de la localització i els fenòmens de transició d'aïlladors de metall."

## Obra seleccionada
- Jitomirskaya, Svetlana Ya. «Metal-insulator transition for the almost Mathieu operator». Annals of Mathematics, 150, 3, 1999, p. 1159–1175. DOI: 10.2307/121066..
- Avila, Artur «The Ten Martini Problem». Annals of Mathematics, 170, 1, 2009, p. 303–342. DOI: 10.4007/annals.2009.170.303..
- Jitomirskaya, Svetlana «Power-law subordinacy and singular spectra. I. Half-line operators». Acta Mathematica, 183, 2, 1999, p. 171–189. DOI: 10.1007/BF02392827..